# Gottlieb Merkel (Theologe)
Gottlieb Merkel (* 19. Januar 1734 in Ringethal; † 3. Januar 1807 in Chemnitz) war ein deutscher lutherischer Theologe.

## Leben
Merkel war der Sohn unvermögender Eltern. Er besuchte in Sachsenburg die Dorfschule und erhielt ab dem 26. Juni 1747 an der Kreuzschule in Dresden, welche seit 1771 unter der Leitung des Rektors Christian Friedrich Olpe (* 5. August 1728 in Langensalza, † 30. Mai 1803 in Dresden) stand, eine weiterführende Ausbildung. Am 20. Juni 1754 immatrikulierte sich Merkel an der Universität Wittenberg, wo er sich philosophischen und theologischen Studien widmete. Nachdem er sich an der Universität Leipzig weiteres Wissen erworben hatte, erhielt an der Wittenberger Hochschule am 30. April 1759 den akademischen Grad eines Magisters der Philosophie. Noch im selben Jahr folgte er einer Berufung als Rektor und Organist nach Liebenwerda.
1761 erhielt er eine Stelle als Pfarrer in Großdalzig. 1771 übernahm er die Oberpfarrerstelle an der St.-Trinitatis-Kirche in Gommern und wurde Superintendent der Ephorie Gommern. Am 11. Juli 1773 wechselte er als Oberpfarrer an die Marienkirche in Torgau und war Superintendent der gleichnamigen Ephorie. Um den Anforderungen seines Amtes gerecht zu werden, begab er sich wieder an die Leipziger Hochschule, wo er am 21. November 1775 Baccalaurus der Theologie wurde. Am 31. November desselben Jahres verteidigte er die Lizenteniatendisputation Nova Revelatio Novaqve Miracvla A Deo Nostris Temporibvs Neqve Svnt Promissa Neqve Etiam Necessaria und wurde am selben Tag zum Doktor der Theologie promoviert. 1778 fand er als Oberpfarrer der St. Nicolai Kirche und Superintendent von Chemnitz seine letzte Wirkungsstätte. Wie seine Zeitzeugen berichten, soll er ein sehr feinsinniger und engagierter Mann gewesen sein, der die Philosophie von Christian Wolf schätzte. Seine Predigten sollen fesselnd gewirkt haben und er hat sich für die sozialen Belange von Chemnitz eingesetzt.
Verheiratet war Merkel mit Sophia Magnus, aus Torgau. Von seinen Kindern lebten 1828 noch drei. Bekannt sind die Namen, Friedrich Gottlieb Merkel, Carl Friedrich Gottlieb Merkel und Christoph Friedrich Gottlieb Merkel.

## Werkauswahl
- Der Jüngling in der Einsamkeit. Berlin, 1761, (Digitalisat); Berlin, 1765 (2. Aufl.), (Digitalisat); Berlin, 1779 (Digitalisat)
- Briefe über den Charakter und die Pflicht eines Evangelischen Predigers. Berlin, 1766,
- Predigten, über die Bildung des neuen Menschen. Leipzig, 1771
- Einiger Betrachtungen über die griechische Gelehrsamkeit des Apostels Paullus. Wittenberg, 1773, (Digitalisat)
- Lutherum De Sacerdotum Ratione Vivendi Praecipientem Simulque Sacerdotibus Plurimum Admodumque Reverendis Clarissimis Atque Doctissimis Dioecesi Torgaviensi. Torgau, 1773, (Digitalisat)
- Unterthänigste Anrede an die Durchlauchtigste Landes-Herrschaft, bey Höchstderoselben Anwesenheit zu Torgau, am 14. Octobr. 1773. Torgau, 1773, (Digitalisat)
- Nova Revelatio Novaqve Miracvla A Deo Nostris Temporibvs Neqve Svnt Promissa Neqve Etiam Necessaria. Asseveratio
- De Eo Qvid Ex Mente Platonis Sit Orthōs Legein Brevi Commentatione Eivsqve Sectione Prima Exponit Simvlqve Sacerdotibvs Plvrimvm Admodvmqve ... Diocesi Torgaviensi Adscripsit Orationes Ex Maiorvm Institvtis In Hac Vrbe Habendas. Torgau, 1775, (Digitalisat)
- Predigt, im Lager bey Süptitz, am 9. Junius 1776. Leipzig, 1776, (Digitalisat)
- Zwey Predigten für die Einpfropfung der Blattern. Leipzig, 1777, (Digitalisat)
- Ueber die Verbindlichkeit des Unterthans zum Dienste für sein Vaterland, eine Predigt am dritten Sonntage nach Epiphanias gehalten. Chemnitz, 1781, (Digitalisat)
- Ueber besondere und allgemeine Beichte. Meine Vorstellungen und Ueberzeugungen. Chemnitz, 1800